# Nakagawa (Tochigi)
Nakagawa (那珂川町?) è una cittadina giapponese della prefettura di Tochigi.